# Konservatorium Königsberg
Das Konservatorium Königsberg war eine Musikhochschule in Königsberg (Preußen).
In der Französischen Straße gelegen, wurde es 1881 von dem Klavierbauer Carl Julius Gebauhr gegründet und stand bis 1899 unter der Leitung von Karl Leimer. Sein Nachfolger Emil Kühns gab ihm seinen Namen.

## Lehrer
- Walter Eschenbach, Organist
- Rudolf Winkler

## Quelle
- Robert Albinus: Königsberg Lexikon. Würzburg 2002